# Куфея иссополистная
Куфея иссополистная (лат. Cuphea hyssopifolia) — небольшой вечнозеленый кустарник, произрастающий в Мексике, Гватемале и Гондурасе. В местах произрастания имеет обиходные названия ложный вереск, мексиканский вереск, гавайский вереск. Используется как декоративное садовое растение в местах с теплым климатом.

## Описание
Вечнозелёный кустарник с мелкими листьями. Вырастает примерно до 60 см в высоту и 90 см в ширину. Побеги сильно ветвящиеся, в нижней части одревесневают, и растение быстро превращается в маленькое деревце.
Листья простые, маленькие, узкие, тёмно-зелёные.
Цветки многочисленные, мелкие, около 1 см шириной, с желтоватой трубчатой чашечкой и шестью одинаковыми раздельными лепестками. Венчик фиолетовый, лавандовый или белый.
Плод — коробочка, содержащая мелкие шаровидные семена.
Латинский специфический эпитет hyssopifolia (который также встречается в некоторых других названиях растений, в том числе в Bassia hyssopifolia) означает «иссополистный», подразумевая сходство с тонкими, узкими листьями иссопа.

## Места обитания
Вид присутствует в жарком, полутеплом и умеренном климате на высоте от 500 до 2240 метров над уровнем моря. Декоративное растение, выращиваемое в садах и огородах, растет по берегам ручьев, в связи с нарушенной растительностью тропических лиственных и полулиственных лесов, а также горных мезофильных лесов.
Натурализован на Гавайях и считается там серьёзным сорняком.

## Выращивание
При выращивании этот вид адаптируется к различным почвам в солнечных или частично затененных местах с хорошим дренажем. Его можно выращивать на открытом воздухе в зонах устойчивости Министерства сельского хозяйства США 8B-11, но он не переносит отрицательных температур. В более холодных регионах его можно выращивать как однолетник. Растения можно размножать черенками, отводками или делением. Они свободно сеют семена, и появляющиеся новые всходы легко пересаживают.
Растение было удостоено награды Королевского садоводческого общества «За заслуги перед садом» (подтверждено в 2020 году). 

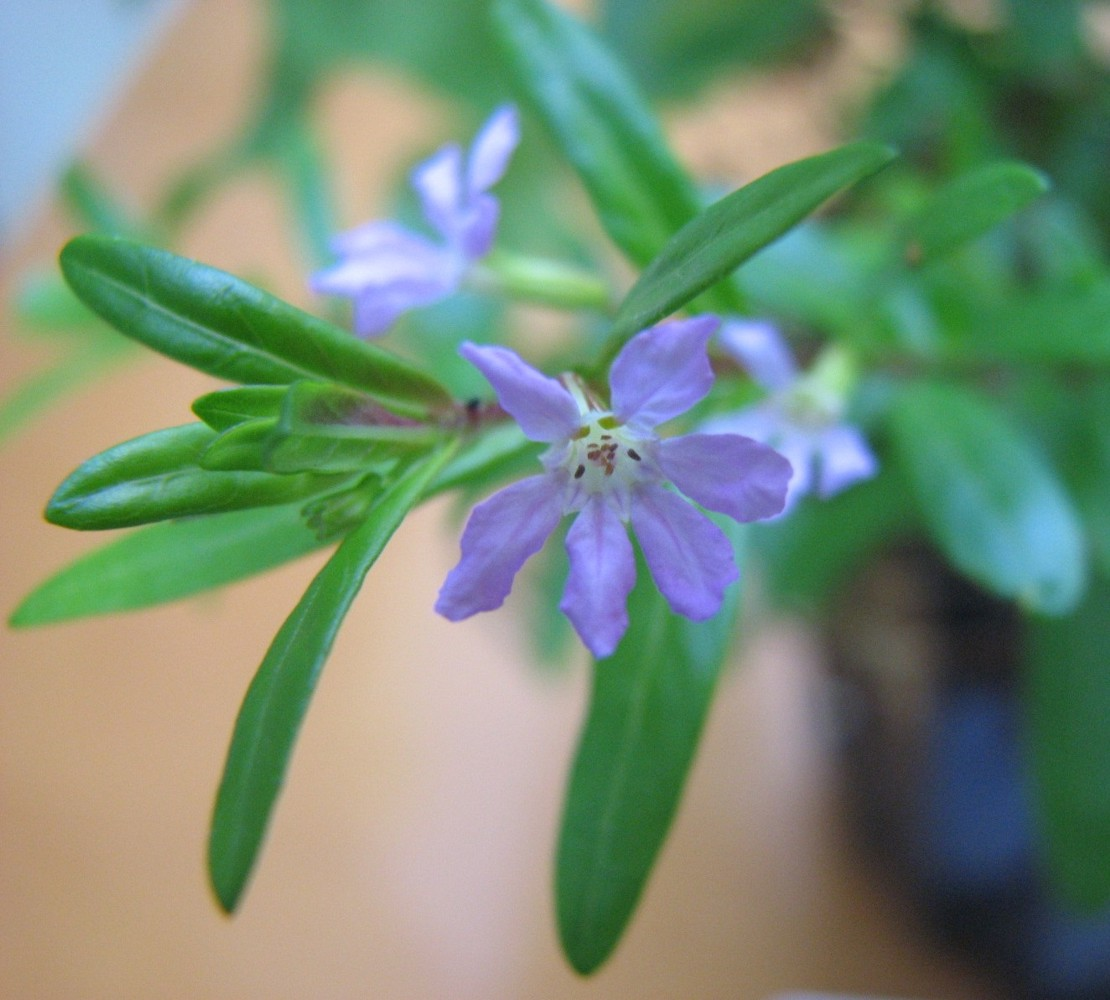
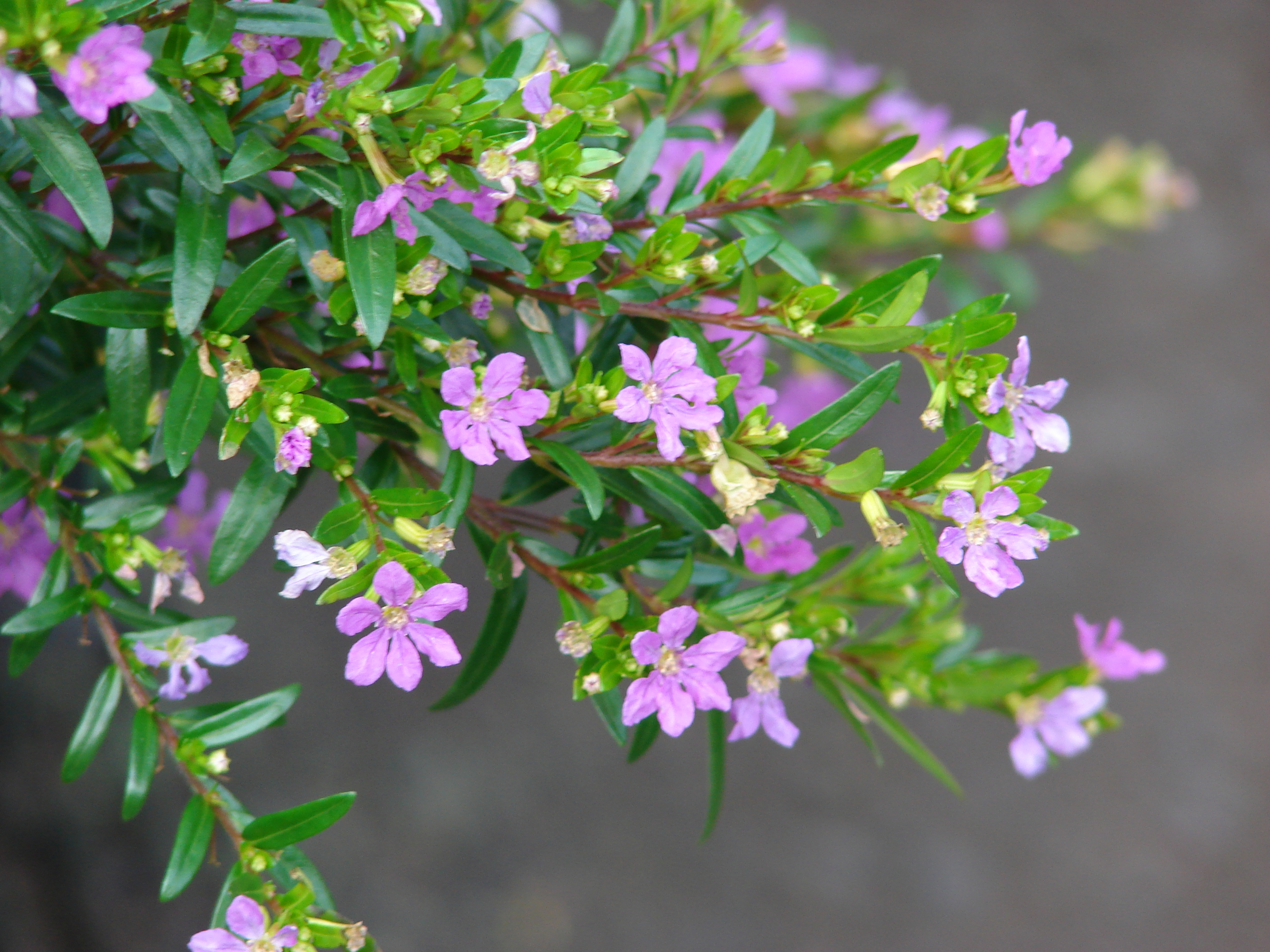
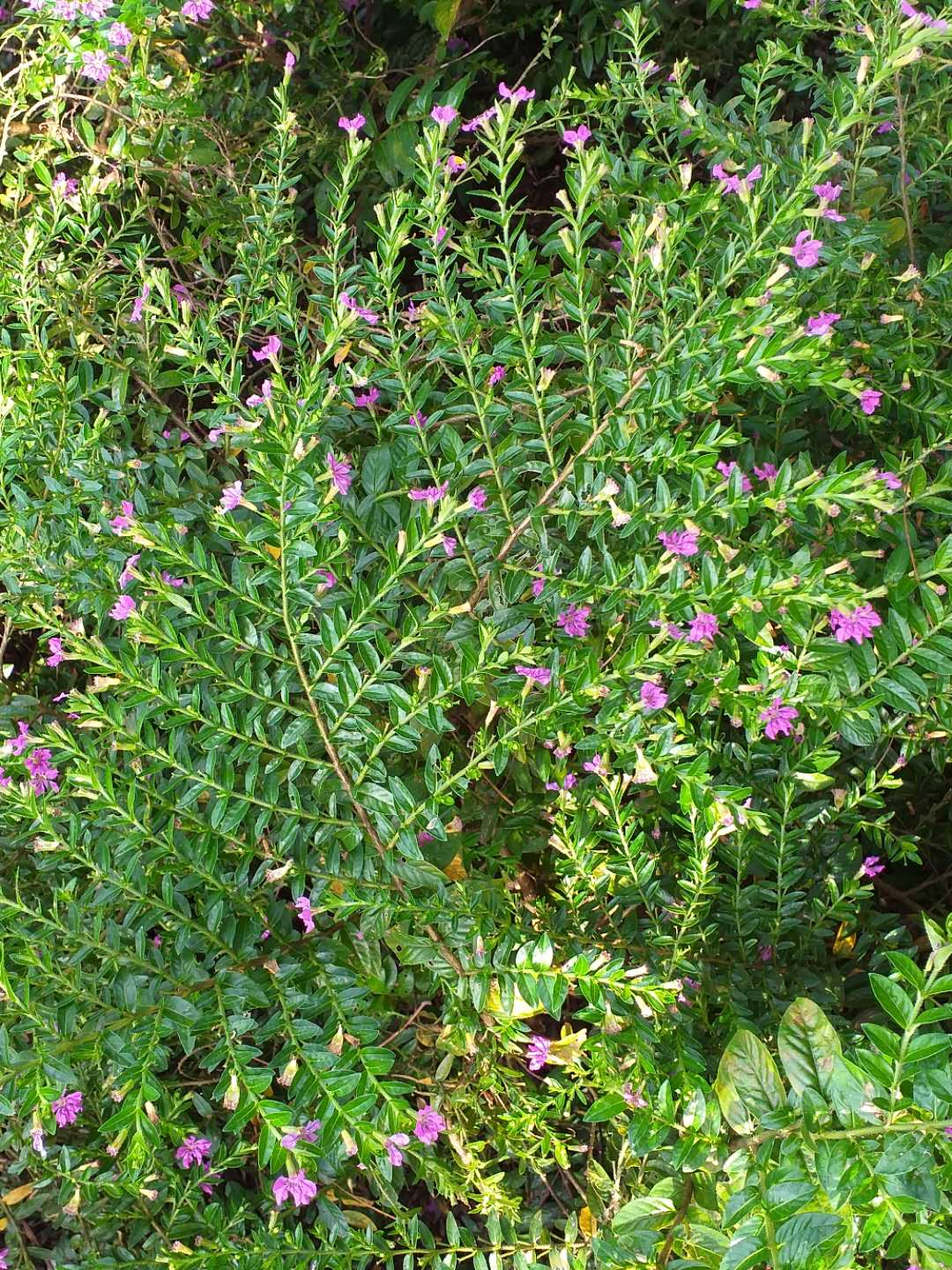